# Vanilla calyculata
Vanilla calyculata är en orkidéart som beskrevs av Rudolf Schlechter. Vanilla calyculata ingår i släktet Vanilla och familjen orkidéer. Inga underarter finns listade i Catalogue of Life.